# Eroticline Awards
El Eroticline Awards (eLine Award) es un premio de la industria del cine para adultos que es ofrecido anualmente desde 2005, como parte del festival Venus, un evento de comercio internacional erótico. Son los sucesores del Venus Award, que fue presentado hasta 2004. Los vencedores son escogidos por un jurado y por voto de webmasters o usuarios registrados de varios sitios web eróticos alemanes.

## Vencedores de 2005

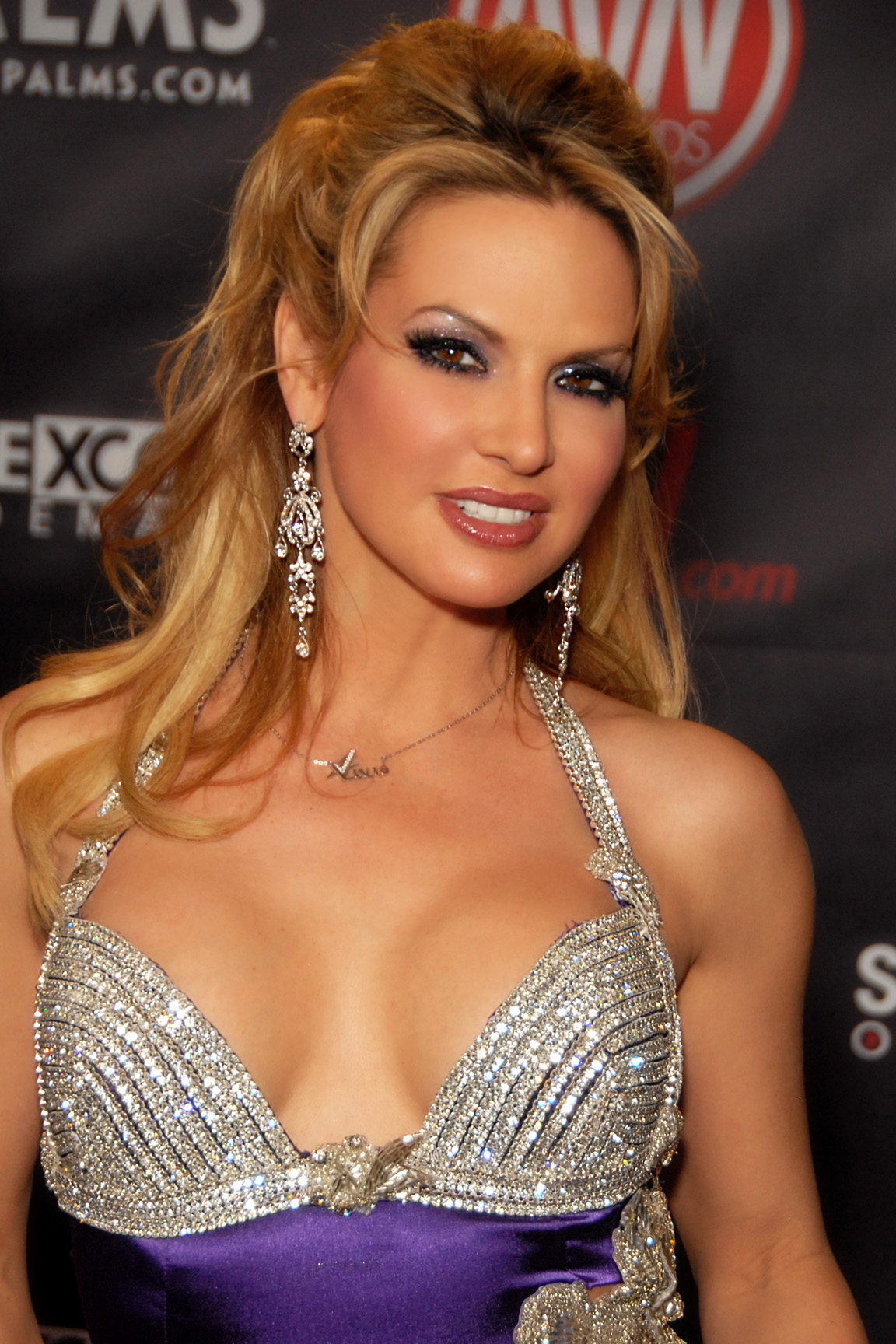
Savanna Samson.

- Best International Film: Robinson Crusoe on Sin Island
- Best German Film: Der Boss
- Best Gay Film: Rising Sun
- Best Series: Straßenflirts (Street Flirts)
- Best International Direction: Mario Salieri
- Best Direction Germany: John Thompson
- Best Gay Actor: Cameron Jackson
- Best Actress USA: Savanna Samson
- Best Actress Europe: Renee Pornero
- Best Actress Germany: Vivian Schmitt
- Best International Actor: Rocco Siffredi
- Best Actor Germany: Tobi Toxic
- Best German Newcomer: Jana Bach
- Best International Newcomer: Brigitta Bulgari

## Vencedores de 2006
- Best International Film: Sex City
- Best German Film: String Tanga
- Best German Series: Popp oder Hopp

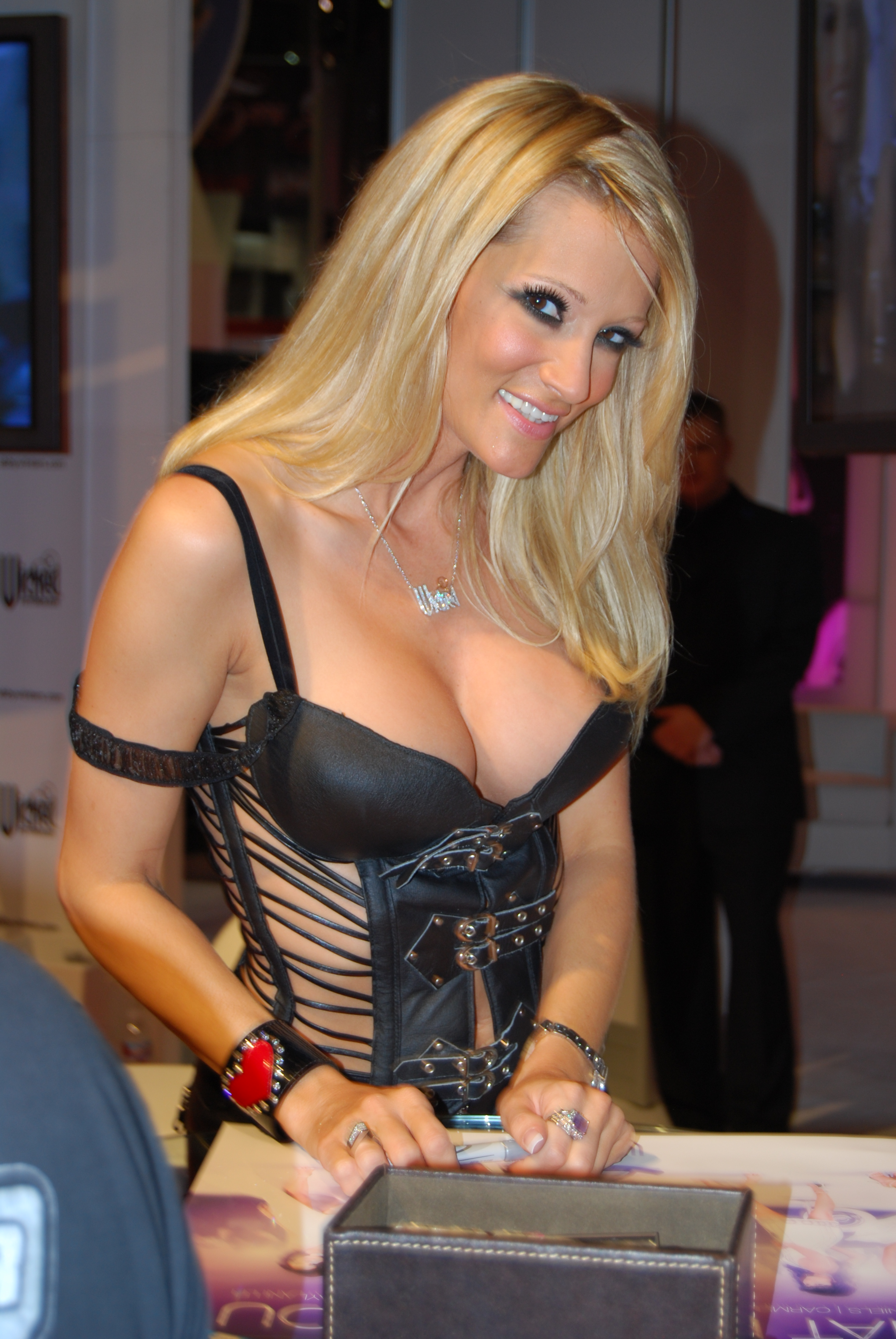
Jessica Drake.

- Best International Direction: Tom Byron
- Best Direction Germany: Nils Molitor
- Best Actress USA: Jessica Drake
- Best Actress Germany: Jana Bach, Vivian Schmitt
- Best Actress International: Poppy Morgan
- Best International Actor: Tommy Gunn
- Best Actor Germany: Conny Dachs
- Best German Newcomer: Leonie
- Best International Newcomer: Roberta Missoni